# Sutumer Brücke

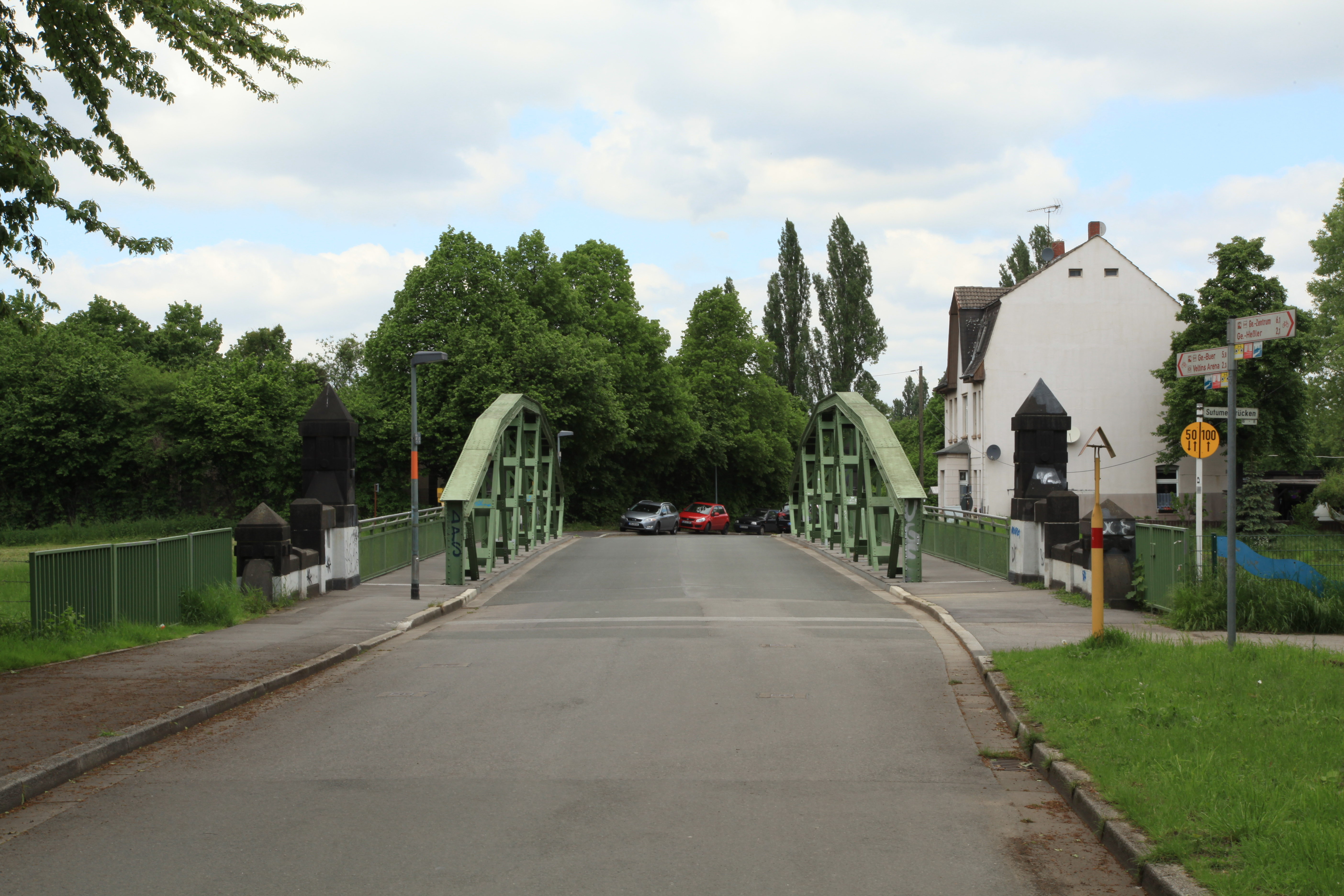
Sutumer Brücke

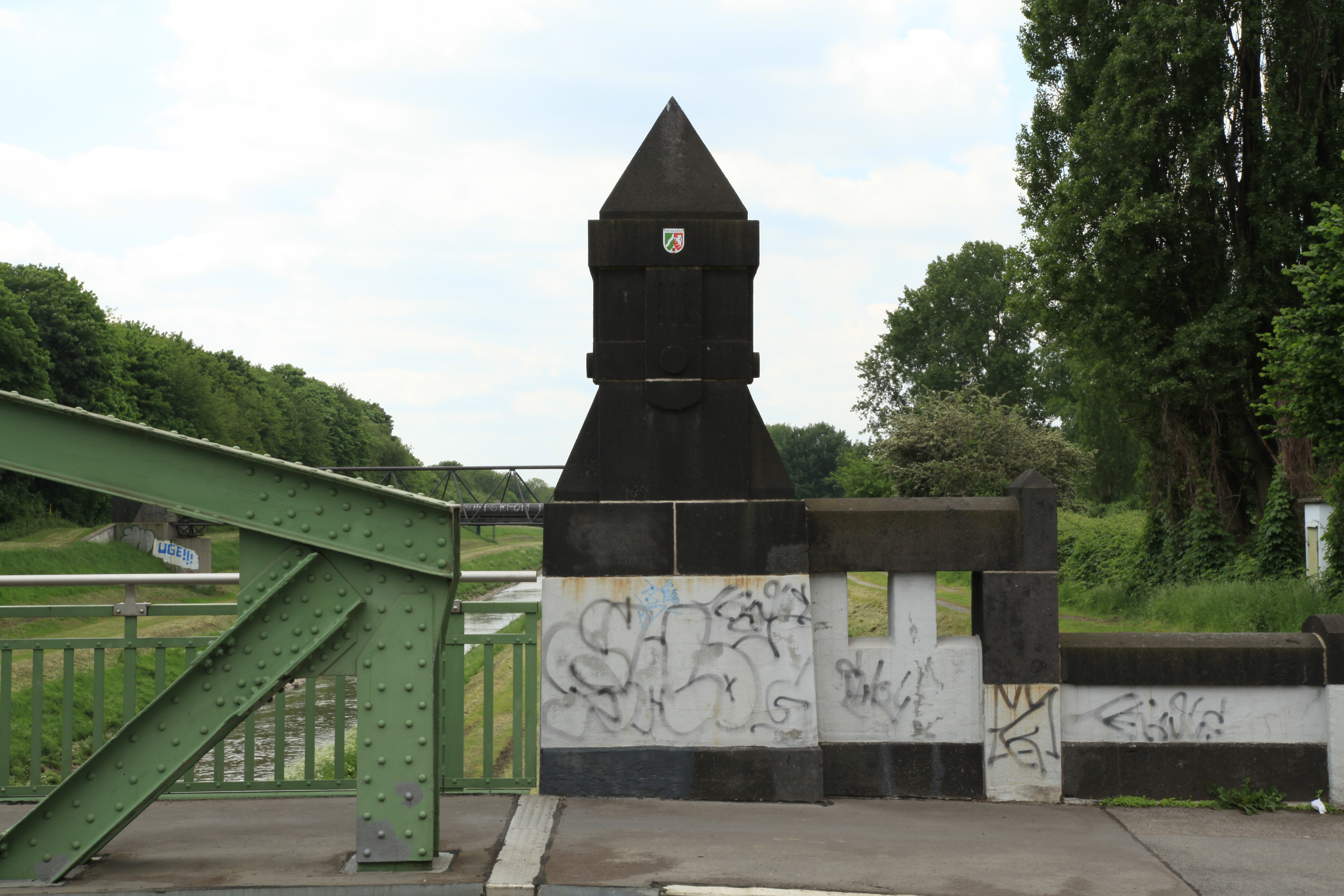
Bogen und Pfeiler

Die Sutumer Brücke ist eine Straßenbrücke über die Emscher in Gelsenkirchen-Horst an der Straße „Sutumer Brücken“. An dem nahegelegenen Rhein-Herne-Kanal ist eine Anlegestelle des KulturKanals nach ihr benannt. 
Die als Halbparabelträger ausgeführte Fachwerkbrücke aus Stahl diente zum Zeitpunkt ihrer Errichtung (1908) als Nord-Süd-Verbindung zur Bauerschaft Sutum in Gelsenkirchen-Beckhausen. Seit 1988 ist sie ein eingetragenes Baudenkmal der Stadt (Inventar-Nr. 328, Denkmallisten-Nr. A 155). 
Die genieteten Bögen tragen mittels vier diagonal ausgesteifter Hängestreben die abgehängte Fahrbahnplatte aus Stahl und den Fahrbahnaufbau. Die Flankenmauern der Widerlager bestehen aus Beton, sind oben abgetreppt und mit turmartigen Pfeilern aus dunklem Tuffstein bekrönt. Flankenmauern und Pfeiler wurden in jugendstilhaften Formen ausgebildet und dekoriert. Das Bauwerk wurde 2007/08 restauriert, wobei auch die nicht mehr benutzten Straßenbahnschienen entfernt wurden.
Die Brücke ist Teil der Route der Industriekultur.